# Andrzej Niegolewski
Andrzej Marcin Niegolewski, né le 12 novembre 1787 à Bytyń près de Szamotuły et mort le 18 février 1857 à Poznań, est un colonel polonais ayant servi au régiment des lanciers polonais de la Garde impériale sous le Premier Empire. Pendant la guerre d'indépendance espagnole, il s'illustre particulièrement à la bataille de Somosierra.

## Biographie
Fils de Felicjan Niegolewski h. Grzymała et de Magdalena Niegolewska (née Potocka h. Pilawa), il a un frère et une sœur lorsqu'en novembre 1806, il rejoint à Poznań l'escadron des gardes d'honneur polonais de Napoléon.
Envoyé au 5e régiment de cavalerie polonaise, il est promu sous-lieutenant puis lieutenant. Il combat en Poméranie avec la prise de Tczew et le Siège de Gdańsk (1807) en 1807. Durant l'été 1807, il rejoint les chevau-légers polonais de la Garde comme sous-lieutenant.

### La charge de Somosierra

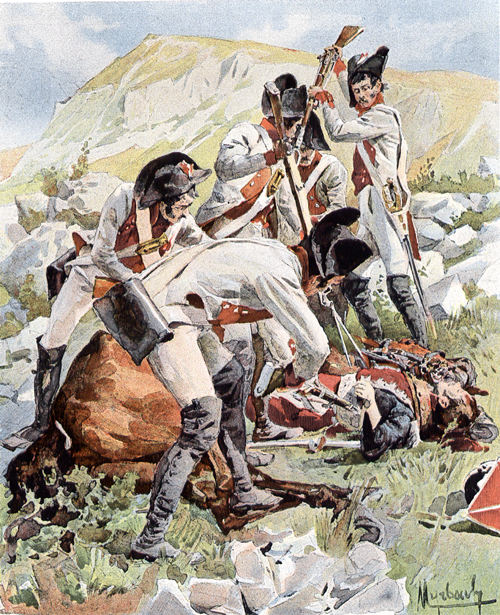
Le lieutenant Niegolewski percé de neuf coups de baïonnette par des soldats espagnols à Somosierra. Illustration de Felician Myrbach.

Les chevau-légers polonais suivent Napoléon en Espagne. Le 30 novembre 1808 a lieu la fameuse charge de Somosierra qui coûte la vie à trois officiers du régiment (un quatrième, le capitaine Dziewanowski, succombe à ses blessures quelques jours plus tard). L'approche de Madrid étant bloquée par 7 800 Espagnols armés de 16 canons répartis en quatre batteries sur les hauteurs de Somosierra, Napoléon ordonne à ses Polonais de forcer le passage.
La charge du 3e escadron est conduite par le chef d'escadron Kozietulski qui perd son cheval après la prise de la première batterie. Parti en reconnaissance, le lieutenant Andrzej Niegolewski rejoint la charge à ce moment avec ses hommes. Celle-ci est désormais menée par le capitaine Dziewanowski. Les Polonais prennent les deux batteries suivantes mais perdent leur commandant tombé grièvement blessé, puis le capitaine Pierre Krasiński, blessé aussi.
Le lieutenant Niegolewski, dernier officier valide, dirige la fin de la charge : avec une trentaine de survivants, il parvient à la dernière batterie, voit son cheval tué sous lui et, dans la chute, se casse une jambe. Blessé par de multiples coups de baïonnettes, Andrzej Niegolewski est dépassé par les Espagnols. Ces derniers contre-attaquent en effet et parviennent à reprendre la batterie. Napoléon lance alors une deuxième charge avec les trois escadrons polonais restants sous les ordres de Tomasz Łubieński, suivis des chasseurs à cheval de Garde.
Toujours en vie, très sérieusement blessé, le lieutenant Niegolewski est encore allongé au sol sous son cheval lorsque le maréchal Bessières s'approche de lui et lui déclare : « jeune homme, l'Empereur a vu la belle charge des chevau-légers ; il saura apprécier votre bravoure ». Niegolewski lui répond alors : « Monseigneur je me meurs ; voilà les canons que j'ai enlevé, dites cela à l'Empereur ». Arrivé sur le plateau, l'Empereur lui remit sur le champ la croix de la Légion d'honneur, faisant de cet officier le premier de son régiment à la recevoir.
Le nombre de blessures reçues par le jeune lieutenant varie selon les auteurs. Il a reçu de 10 à 11 blessures dont huit à neuf de baïonnettes et un à deux coups à la tête (un coup de sabre et probablement touché aussi par balle).
Il participe à la campagne d'Autriche de 1809 et, en 1810-1811, combat à nouveau en Espagne. Pendant la campagne de Russie en 1812, il sert dans l'état-major principal au grade de capitaine. À la fin de 1813, il obtient un congé de maladie et séjourne quelque temps à Paris.

### Soulèvement de 1830

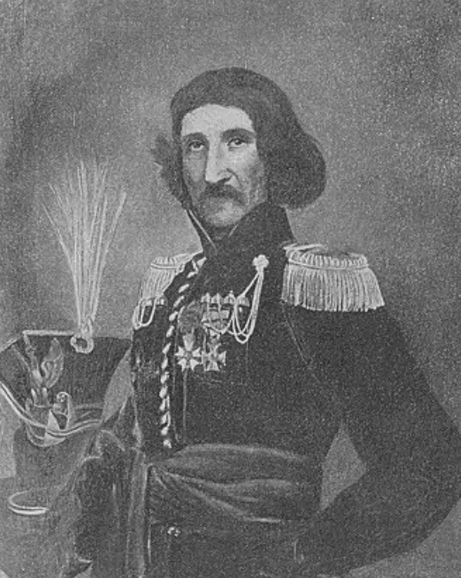
Le colonel Niegolewski en uniforme du régiment des uhlans de Sandormiez, dont il assure le commandement durant l'insurrection polonaise de novembre 1830. Tableau de Tytus Maleszewski (1827-1898).

En décembre 1814, il retourne en Pologne et vit à Niegolewo près de Buk. Il épouse Anna née Krzyżanowska (1816) et vient vivre sur la propriété de sa femme à Włościejewka, près de Śrem. Il s'occupe dès lors de la production agricole de ses propriétés.
En novembre 1830 se produit le soulèvement des Polonais contre la Russie. Niegolewski se rend à Varsovie et est affecté à l'état-major. Promu colonel, il commande le régiment de cavalerie de Sandomierz (mars-juin 1831). À partir de juin 1831, il sert dans l'état-major principal puis, en août 1831, reçoit la croix d'or de Virtuti Militari. En septembre, il est renvoyé du service actif pour raisons de santé et retourne en Grande-Pologne.
Avec l'échec du soulèvement, il subit la répression et est condamné à neuf mois de prison et à la confiscation de ses biens. Il purge sa peine (finalement réduite de moitié) dans la forteresse de Cosel.

### Homme politique et financier

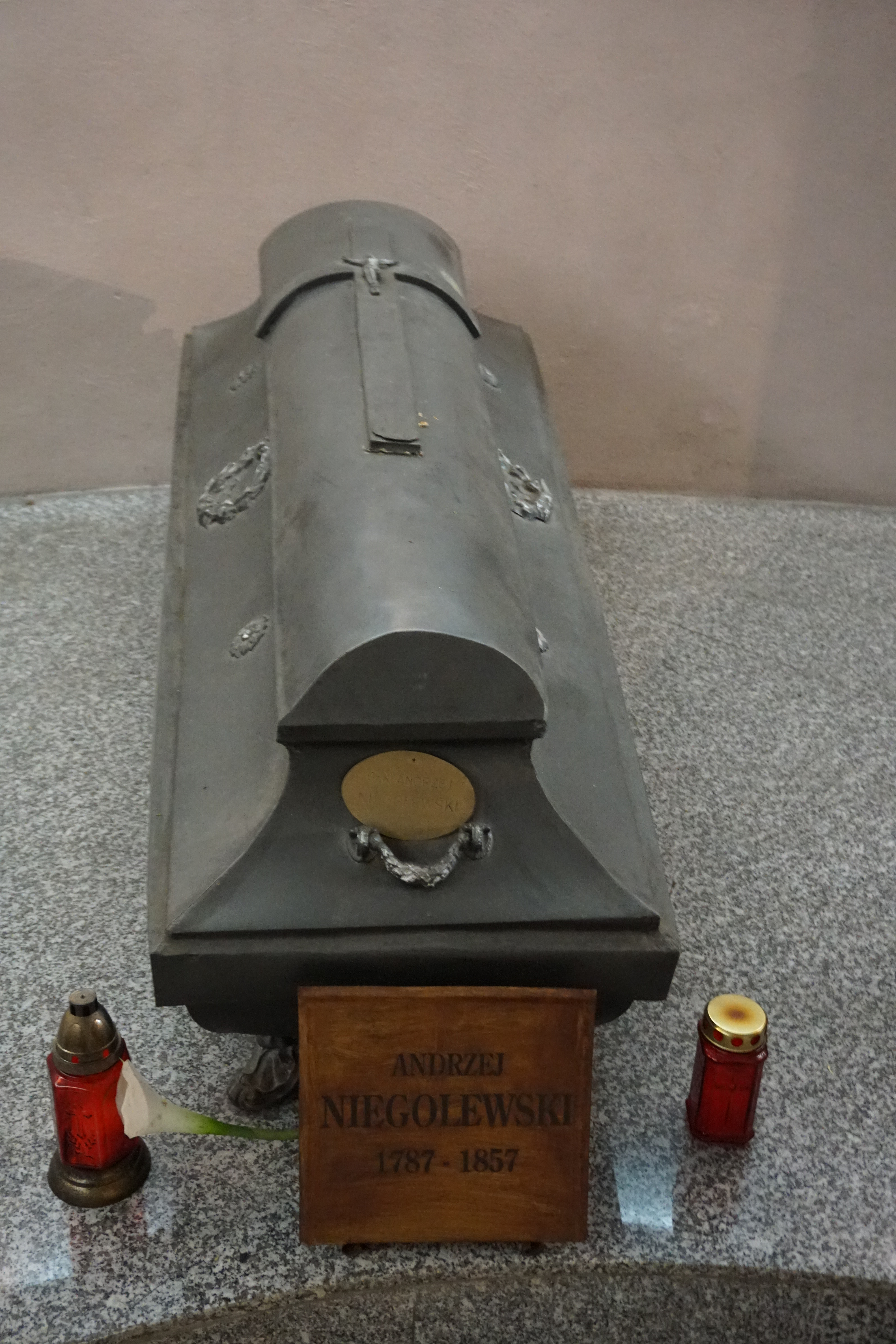
Cercueil d'Andrzej Niegolewski (Crypte du Mérite de l'église St. Wojciech à Poznań; chef-lieu de la voïvodie de Wielkopolska).

Dans les années suivantes, il est l'un des militants les plus actifs de la Grande-Pologne, défendant la langue polonaise dans la vie publique du Grand-duché de Poznań au parlement provincial dont il est un membre élu. Il est député de la chevalerie des poviats de Bukowski et Oborniki au parlement provincial du Grand-Duché en 1827 et 1830 avant le soulèvement. Il le redevient en 1841 et 1843.
Il devient conseiller de l'institution bancaire Crédit foncier de Poznań. Il est aussi actionnaire de la société Bazar à Poznań. Après sa mort, il est enterré dans la tombe familiale du cimetière de Buk. Le dimanche 14 octobre 1923 à Poznań, les restes du colonel Niegolewski et des généraux Antoni Kosiński et Józef Wybicki ont été solennellement déposées dans la Crypte du Mérite de l'église St. Wojciech de Wielkopolska.
Huit de ses enfants, cinq filles et trois fils, ont atteint l'âge adulte. L'un d'eux est Władysław Maurycy (1819-1885), avocat et militant social et politique de la Grande-Pologne.

## Publications
Son ouvrage Le Testament royal et son exécution au Grand-Duché de Poznań (Leipzig, 1857) est consacré à cette question de la langue polonaise.
En France, son livre le plus connu est Les Polonais à Somo-Sierra en 1808 en Espagne. Réfutations et rectifications relatives à l'attaque de Somo-Sierra décrite dans le IXe volume de l'« Histoire du Consulat et de l'Empire » par M. A. Thiers ; par le colonel Niegolewski. Il y réfute, avec les témoignages des survivants, les erreurs que l'historien français Adolphe Thiers avait écrites dans son célèbre ouvrage. Il insère dans ce livre les échanges de lettres entre les deux auteurs dans lesquelles Thiers finit par reconnaître son erreur et où il promet des rectifications dans une future réimpression. Le colonel Niegolewski publie aussi un autre livre sur cette même bataille intitulé Somo-Sierra (1854).

## Décorations
- 1808 : officier de la légion d'honneur (France)
- 1831 :  croix d'or de l'ordre militaire de Virtuti Militari (Pologne)